# Breil/Brigels
Breil/Brigels (tot 1943 officieel in het Duits Brigels; Reto-Romaans: Breil) is een gemeente en plaats in het Zwitserse kanton Graubünden en maakt deel uit van het district Surselva. Breil/Brigels telt 1290 inwoners (31-12-2013).
De gemeente ligt grotendeels op de linkeroever van de Voor-Rijn.
Tot 1943 heette de gemeente Brigels. In dat jaar werd de Retoromaanse vertaling Breil aan de gemeentenaam toegevoegd. De officiële taal is het (Surselvisch) Retoromaans, dat in 2000 door 80,5% van de bevolking als moedertaal werd gesproken en door 88,6% beheerst.
Toeristisch werkt Breil/Brigels samen met de buurgemeenten Waltensburg/Vuorz en Andiast. Het skigebied Brigels-Waltensburg-Andiast omvat 50 kilometer pisten en 7 liften. De hoogte van het skigebied varieert van 1150 meter (het dalstation bij het dorp Waltensburg) tot 2418 meter (de Fil).
Breil/Brigels · Disentis/Mustér · Falera · Ilanz/Glion · Laax · Lumnezia · Medel (Lucmagn) · Obersaxen Mundaun · Safiental · Sagogn · Schluein · Sumvitg · Trun · Tujetsch  · Vals
- Gemeinsame Normdatei: 4336910-8
- Historisch woordenboek van Zwitserland: 001613
- Library of Congress Control Number: n78061797
- Nationale Bibliotheek van Israël: 987007547854005171
- Virtual International Authority File: 158257374
- WorldCat: E39PBJxGYWt8HbYpVmgDbQMpT3